# Encarsia colima
Encarsia colima är en stekelart som beskrevs av Svetlana N. Myartseva 2005. Encarsia colima ingår i släktet Encarsia och familjen växtlussteklar. Inga underarter finns listade i Catalogue of Life.